# Massimo Cancellieri
Massimo Cancellieri (* 24. Juli 1972 in Teramo) ist ein italienischer Basketballtrainer.

## Laufbahn
1999 trat Cancellieri seine erste Cheftrainerstelle im Erwachsenenbereich an und betreute in der zweiten Liga die Damen des Vereins San Raffaele Roma, in dessen Jugendabteilung er zuvor bereits tätig gewesen war. 2000 wurde er bei Teramo Basket Assistenztrainer und trug zu Aufstiegen in die zweite Liga sowie die höchste Spielklasse, Serie A, bei.
2009 wurde er beim Zweitligisten Veroli Basket Nachfolger von Andrea Trinchieri. 2010 wechselte Cancellieri zum Erstligisten Pallacanestro Biella, für den Verein war er vor seiner Zeit Veroli bereits als Assistenztrainer tätig. Im Sommer 2013 ging er als Assistenztrainer zum Spitzenverein Olimpia Mailand.
2019 trat Cancellieri das Cheftraineramt beim Zweitligisten Basket Ravenna Piero Manetti an. 2021 wechselte er nach Frankreich zum Erstligisten Limoges CSP. Nach dem Ende der Saison 2022/23 kam es zur Trennung, Cancellieri wurde kurz darauf vom Ligakonkurrenten SIG Straßburg verpflichtet. Im Anschluss an die Saison 2023/24 kam es zur Trennung.
Cancellieri übernahm im Sommer 2024 das Traineramt beim griechischen Erstligisten PAOK Thessaloniki. Mit PAOK erreichte er 2025 die Endspiele im FIBA Europe Cup, musste sich aber dem spanischen Vertreter Bilbao geschlagen geben. Cancellieri kehrte zur Saison 2025/26 in sein Heimatland zurück und wurde Trainer von Aquila Basket Trento.